# 1063 Aquilegia
1063 Aquilegia è un asteroide della fascia principale del diametro medio di circa 17,75 km. Scoperto nel 1925, presenta un'orbita caratterizzata da un semiasse maggiore pari a 2,3143004 UA e da un'eccentricità di 0,0391999, inclinata di 5,97751° rispetto all'eclittica.
Il suo nome fa riferimento al genere Aquilegia, che comprende piante fiorite spesso usate a scopo ornamentale.